# HMS Ardent (1913)
HMS Ardent var en brittisk jagare av Acasta-klass, som sjösattes år 1913. Hon var det sjunde fartyget i den brittiska flottan som bar detta namn och hon sänktes vid slaget vid Jylland den 1 juni 1916.